# Stadio Aci e Galatea
Lo Stadio Aci e Galatea, noto anche come Stadio Tupparello, è un impianto calcistico di Acireale, di proprietà del Comune di Acireale. È sede degli incontri interni della sua prima squadra maschile. È il quarantasettesimo stadio italiano per capienza con  14 500 spettatori, nonché il quarto della Sicilia.

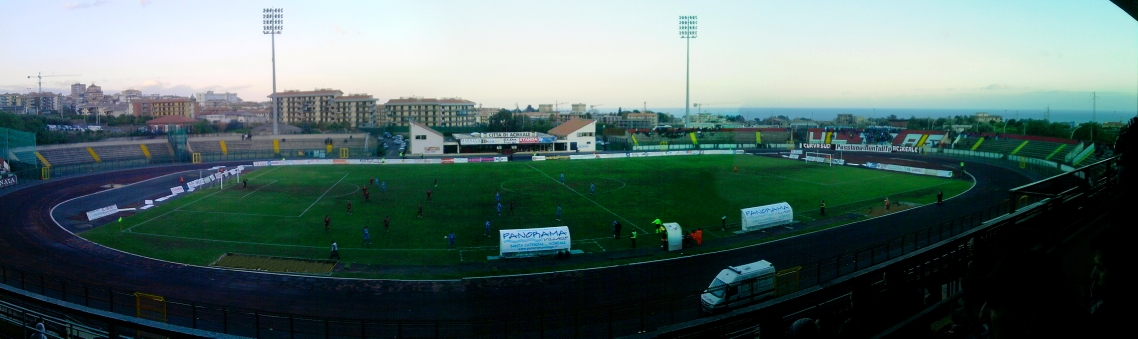
Veduta dalla tribuna

## Storia
Lo stadio fu costruito insieme al Palazzetto dello Sport nell'omonima area coltivata ad agrumeto poco fuori dal centro cittadino, non lontano dalla frazione di Aci Platani. Il nome della zona deriva dal termine locale tuppa, ossia spazzatura, poiché tempo addietro era presente una discarica.
Il Tupparello venne edificato nei primi anni settanta e inaugurato nel corso della stagione 1974-1975 di Serie C in occasione del derby con il Catania. Allora il campo era in terra battuta e una tribuna sorgeva nella zona oggi occupata dal parcheggio antistante lo stadio. A seguito della mancanza di alcune autorizzazioni, lo stadio non venne più concesso per manifestazioni pubbliche e venne utilizzato soltanto nella stagione 1983-1984 come campo d'allenamento del Catania, allora impegnato nel campionato di Serie A.

## Dal 1993 a oggi
Lo stadio ospita le gare dell'Acireale dalla stagione 1993-94, la prima disputata dalla società in Serie B. Inaugurato il 22 agosto 1993 in occasione della sfida interna di Coppa Italia contro l'Ascoli (terminata con il risultato di 0-1) con la presenza di oltre 7 000 spettatori, il nuovo impianto andò a sostituire il vecchio stadio comunale di Piazza Cappuccini, che poteva accogliere all'incirca 4 700 spettatori, divisi tra la tribuna centrale coperta — realizzata con una struttura di tubi metallici — e la gradinata scoperta costruita in muratura.
Dopo la ristrutturazione del 1993, il nuovo impianto poteva accogliere 8 000 spettatori, ospitati in parte nella tribuna centrale e in parte sulle due curve: la Sud interamente destinata ai tifosi acesi, la Nord parzialmente condivisa con la tifoseria ospite.
Sul lato opposto alla tribuna centrale, separati attraverso l'area che ospita la tribuna stampa e il tunnel che consente l'ingresso in campo delle squadre, si trovano due edifici a forma trapezoidale al cui interno sono stati ricavati gli spogliatoi ed altri uffici.
Nella seconda metà degli anni '90 ha avuto inizio la costruzione della nuova tribuna, la quale costituisce il naturale prolungamento verso l'alto dei precedenti spalti.
A differenza del resto dell'impianto, scoperto e in muratura, il nuovo settore è stato realizzato con una struttura in metallo e risulta dotato di copertura. All'interno della tribuna è prevista la futura realizzazione di palestre, piscine, bar e locali destinati prevalentemente ad altre attività sportive.
L'impianto è inoltre dotato di una pista di atletica, che però allontana il campo dagli spalti, rendendo la visione meno agevole durante lo svolgimento delle partite, in particolare per il pubblico che occupa i settori di curva, ben poco sviluppati in altezza.
Dal 2008 lo stadio possiede un impianto di illuminazione artificiale, inaugurato il 19 gennaio 2013 in occasione della partita contro il Ragusa nella stagione 2012-2013 di Serie D.
Il 15 settembre 2014 la curva Sud è stata intitolata a Jacopo Polimeni, giovane tifoso scomparso il 12 maggio 2014, prendendo il nome di Curva Jacopo Polimeni.
Tra il 2019 e l'inizio del 2020 l'impianto assume la denominazione attuale di Stadio Aci e Galatea.

il Tupparello negli anni '90

## Struttura
Lo Stadio è dotato di una pista di atletica che allontana gli spalti al rettangolo di gioco. Ad oggi ha una capienza di 14 500 posti ma è omologato per 4 800 posti a causa della mancanza dei tornelli d'ingresso. La tribuna centrale è dotata di due ascensori che salgono per l'intera altezza della tribuna. Inoltre lo stadio è anche dotato dell'impianto di video sorveglianza.

## Capienza dello stadio
- Tribuna superiore: 5 000 posti
- Tribuna inferiore: 2 000 posti
- Distinti sud: 2 000 posti
- Curva sud Jacopo Polimeni: 2 000 posti
- Distinti nord: 500 posti
- Curva nord Simone Mangano: 1 000 posti
- Settore ospiti: 2 000 posti
- Totale: 14 500 posti

## Alcune partite con maggior pubblico
SERIE B
- Acireale-Fiorentina 14 500 spettatori
- Acireale-Bari 8 000 spettatori
- Acireale-Palermo 7 550 spettatori
- Acireale-Cesena 6 000 spettatori
- Acireale-Brescia 5 500 spettatori

SERIE C
- Acireale-Catanzaro 8 000 spettatori
- Acireale-Brindisi 5 500 spettatori
- Acireale-Viterbese 6 000 spettatori
- Acireale-Napoli 6 800 spettatori

SERIE D
- Acireale-Bari 4 000 spettatori
- Acireale-Marsala 4 500 spettatori
- Acireale-Messina 3 800 spettatori